# Kościół Wniebowzięcia Najświętszej Maryi Panny w Kręgu
Kościół Wniebowzięcia NMP w Kręgu – rzymskokatolicki kościół parafialny znajdujący się we wsi Krąg w województwie pomorskim. Parafia Wniebowzięcia Najświętszej Maryi Panny w Kręgu należy do dekanatu skarszewskiego należącego do diecezji pelplińskiej.

## Historia
- 1905-1907 - powstanie ewangelickiego kościoła.
- 1931 - ustanowienie parafii
- 1947 - Kościół został oddany w ręce katolików.[1]